# Marcel Hacker
Marcel Hacker (* 29. April 1977 in Magdeburg) ist ein ehemaliger deutscher Ruderer. 2002 wurde er Weltmeister im Einer.

## Karriere
Marcel Hacker ist 1,96 m groß und 102 kg schwer. Der Industriemechaniker der Deutschen Bahn ruderte von 2005 bis 2012 für die Frankfurter Rudergesellschaft Germania 1869. Ab 2013 startet Hacker für den SC Magdeburg. Seit 1998 trainierte Hacker bei Andreas Maul. Im Dezember 2008 übernahm Hartmut Buschbacher, der gleichzeitig Cheftrainer des Deutschen Ruderverbandes ist, diese Funktion.
Marcel Hacker gewann 1995 bei den Junioren-Weltmeisterschaften im Einer. Danach hat er mehrere Medaillen bei den Weltmeisterschaften der unter 23-Jährigen gewonnen. Im Doppelvierer des Deutschen Ruderverbandes gewann er 1997 und 1998 jeweils eine Silbermedaille bei der offenen Weltmeisterschaft.
Marcel Hacker rudert seit 1999 den Einer für Deutschland, bei den Weltmeisterschaften 1999 in St. Catherines qualifizierte er sich für die Olympischen Spiele 2000 in Sydney. Dort gewann er die Bronzemedaille und wurde für diesen Erfolg vom Bundespräsidenten mit dem Silbernen Lorbeerblatt ausgezeichnet. Im Jahr 2001 hatte Hacker wieder eine starke Saison, schied aber nach einem in deutlich unter Weltbestzeit angegangenem WM-Halbfinale auf dem Rotsee aus.
2002 wurde Marcel Hacker Weltmeister in der Weltbestzeit von 6:36,33 min, die bis zum 26. August 2006 Bestand hatte. Nachdem er mehr als 40 Rennen in Folge gewinnen konnte, musste er sich 2003 bei den Weltmeisterschaften in Mailand Olaf Tufte aus Norwegen geschlagen geben. Bei den Olympischen Spielen 2004 in Athen musste Hacker gesundheitliche Rückschläge hinnehmen und schied im Halbfinale unglücklich aus. Im B-Finale errang er jedoch wieder den ersten Platz.
Bei den Weltmeisterschaften 2006 in Eton/GB errang er in einem spannenden Finale die Silbermedaille in 6:35,49 min hinter dem Titelverteidiger Mahé Drysdale aus Neuseeland (6:35,40 min), der damit Hackers alte Weltbestzeit unterbot.
2007, bei den Weltmeisterschaften auf seiner Heimstrecke in München, zeigte Hacker sehr starke Leistungen in Vorlauf und Halbfinale, konnte daran aber im Finale nicht anschließen und belegte somit den fünften Platz.
Marcel Hacker galt zu seiner Zeit als einer der besten Sportler des Deutschen Ruderverbands und zeigte über einen langen Zeitraum konstante Leistungen. Sein langfristiges Ziel war das Erringen der bisher entgangenen Goldmedaille bei den Olympischen Spielen 2008 in Peking. Dieses Ziel konnte er in Peking nicht erreichen. Er erreichte mit dem vierten Platz im Halbfinale nur das Finale B. Dort siegte er und errang somit insgesamt den siebten Platz im Männer-Einer.
2009 trat er bei internationalen Wettkämpfen nicht wie in den Jahren zuvor im Einer an, sondern ruderte im Doppelvierer des Deutschen Ruderverbandes. Dieser erreichte bei den Weltmeisterschaften 2009 in Polen den dritten Platz.
Bei den Olympischen Spielen 2012 in London erreichte er im Einer den sechsten Platz. Ein Jahr später erreichte er bei den Ruder-Weltmeisterschaften 2013 in Chungju den dritten Platz. 2015 und 2016 startete Marcel Hacker zusammen mit Stephan Krüger im Doppelzweier und gewann in dieser Bootsklasse den Europameistertitel 2015. Bei den Olympischen Spielen 2016 erreichten Hacker und Krüger den achten Platz im Doppelzweier.
Marcel Hacker beendete seine aktive Karriere nach den Olympischen Spielen 2016.